# Заграва (часопис)
Заграва (часопис)
Перше число двотижневика вийшло друком 1 квітня 1923 року у Львові.

## Історія заснування та діяльності
Наприкінці 1922 р. керівники Української народної трудової партії на чолі з Володимиром Бачинським дійшли висновку, що непримиренний, щодо польської влади, політичний курс провалився. Керівництво схилилось до пошуку компромісу з владою Польщі. Попри те, що більшість населення Східної Галичини на заклик уряду Західно-Української Народної Республіки в екзилі бойкотувала парламентські вибори 1922 року, польська влада оголосила їх результати свідченням стабільності державної влади в краї. Сподівання уряду Євгена Петрушевича в екзилі, що держави Антанти не дозволять Польщі анексувати Східну Галичину, не справдилися. Рішення Ради амбасадорів 15 березня 1923 року про визнання прав Польщі на Східну Галичину стало шоком для українців. Відтак незгоди в УНТП загострилися.
Внутрішня криза відштовхнула від УНТП частину членів УВО, що орієнтувалася на цю партію, а деякі формально до неї належали. Ці переважно молоді ветерани українських армій вважали за потрібне створити нову легальну політичну партію, тісно пов'язану з підпіллям, яка б твердо стояла на самостійницьких позиціях, не йдучи на компроміси ні з Варшавою, ні з Москвою. Почати планували зі створення нового політичного часопису.
1 квітня 1923 року у Львові вийшло друком перше число двотижневика «Заграва», який започаткував виокремлення найрадикальнішого напряму українського націоналістичного руху. Цей часопис зіграв важливу роль і в житті провідного ідеолога цього напряму — Дмитра Донцова, який і став начальним (головним) редактором журналу, поєднуючи цю роботу з редагуванням «Літературно-наукового вістника».
На сторінках часопису побутувала різноманітна тематика, що мала за мету висвітити все суспільно-політичне життя: політика, шкільництво, культура, історія, огляди преси, рецензії на книги тощо. Все це робило часопис цікавим для якнайширшого кола читачів. і, особливо, для молоді. Це було новим у публіцистичній думці того часу: ірраціональна, емоційна, більш філософська, ніж дієва ідеологія, яка безкомпромісно позбувалася всього ретроградного, залучала нових прихильників.
З виникненням цього часопису пов'язані події, що обумовили роль та природу українського інтегрального націоналізму, що зайняв чільні позиції в розвитку драматичних подій XX ст.